# 유성추

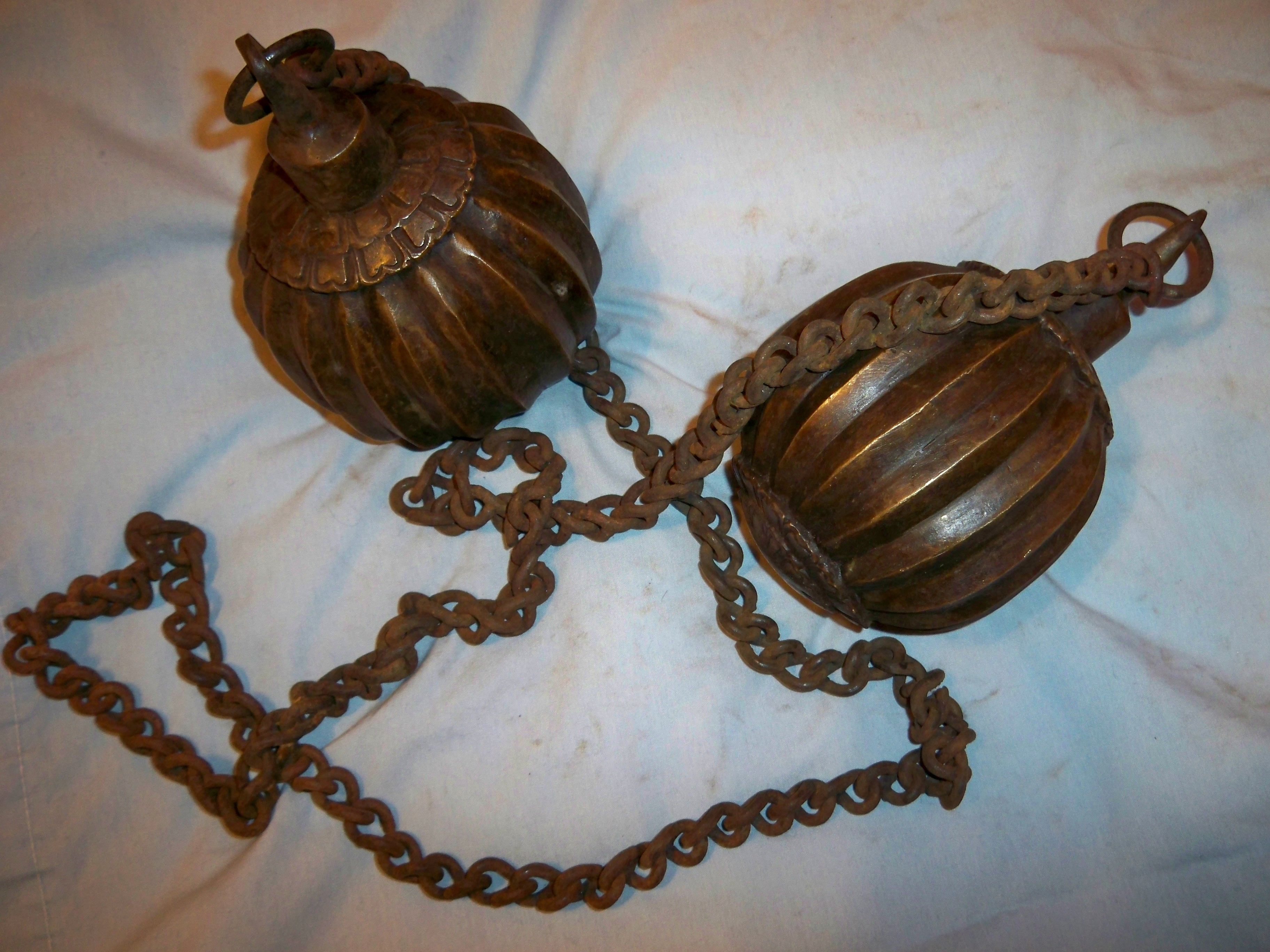
유성추

유성추(流星鎚)는 고대 중국의 무기 중 하나로, 비추(飛鎚)라고도 한다.
약 3 ~ 10 미터 정도의 줄의 한 쪽 또는 양 쪽 끝에 개당 약 2 ~ 5 킬로그램 정도의 금속으로 만든 추를 매단 것이 특징으로, 추를 상대에게 던져 맞추어 공격한다. 추의 형태나 무게는 사용자에 따라 여러가지이며, 추의 무게가 너무 가벼우면 위력이 떨어지기 때문에 보통 1개당 2킬로그램 이상의 추를 달아 놓는다.
한쪽에만 추를 달아놓은 것을 단유성(單流星), 추를 양쪽에 달아놓은 것을 쌍유성(雙流星)이라고 하며, 단유성은 줄의 끝을 잡아 공격하고, 쌍유성은 줄의 가운데를 잡아 공격한다. 무기의 특성상 사용 후 쉽게 회수가 가능하다는 장점이 있다. 본디 무예 도구의 일종으로 사용되었으나, 명나라 이후부터 실전에서도 사용되었다고 한다.
《삼국지연의》의 등장 인물인 왕쌍(王雙)이나 변희(卞喜)가 사용하는 무기이기도 하다.
비슷한 무기로 추 대신 수리검이 붙어 있는 승표(繩鏢)가 있다.

## 같이 보기
- 사냥돌
- 무술 무기 목록
- 모르겐슈테른 (무기)
- 쌍절곤
- 승표